# وورغون (آغ‌استفا)
وورغون (به لاتین: Vurğun، تا ۲۹ دسامبر ۱۹۹۲ کالینین‌آباد Kalininabad یا کالینین‌کند Kalininkənd) یک منطقه مسکونی در جمهوری آذربایجان است که در شهرستان آغستفا واقع شده است. وورغون ۲۷۱۰ نفر جمعیت دارد.

## تاریخچه
تعدادی از آلمانی‌های مهاجرت‌داده‌شده به این ناحیه روستا را بنا نهادند و ابتدا با نام گرونفلد شناخته می‌شد. بعدها این ناحیه در دوره اتحاد جماهیر شوروی به افتخار میخائیل کالینین کالینین‌آباد نام داشت و در اوایل حکومت جمهوری آذربایجان به وورغون تغییر نام یافت.